# Laconnex-Soral
Laconnex-Soral (toponimo francese) è stato un comune svizzero del Canton Ginevra.

## Storia
Il comune di Laconnex-Soral è stato istituito nel 1847 con la soppressione del comune di Avusy-Laconnex-Soral e la sua divisione nei nuovi comuni di Avusy e Laconnex-Soral e soppresso nel 1850 con la sua divisione nei nuovi comuni di Laconnex e Soral.